# Assoziation Linker Verlage
Die Assoziation Linker Verlage (aLiVe) ist ein Zusammenschluss kleiner Verlage, der seit 1994 besteht. Gemeinsam ist diesen Verlagen die Selbstverortung als Teil der sozialen Bewegungen und einer linken Kultur. Wirtschaftlich gründete sich die Assoziation mit dem Ziel, gemeinsam durch eine Kooperation auf dem von Konzentrationsprozessen beeinflussten Buchmarkt bestehen zu können.
Der Sitz der aLiVe befindet sich beim Alibri-Verlag in Aschaffenburg.

## Schwerpunkte der aLiVe
ALiVe möchte die spezifischen gemeinsamen Inhalte der assoziierten Verlage unterstützen. Die Verlage einigten sich auf einen gemeinsamen Schwerpunkt, welcher beispielsweise in der Unterstützung der Kampagne zur Freilassung des afro-amerikanischen Journalisten Mumia Abu-Jamal bestand.

## Verlage in aLiVe
Quelle: alive-verlage.de
aktuell
| - AG SPAK Bücher, Neu-Ulm - Alibri ehemals IBDK Verlag, Aschaffenburg - edition assemblage, Münster (Westfalen) - Edition AV, Frankfurt am Main - KomistA, Frankfurt am Main | - Neuer ISP, Karlsruhe - Schmetterling Verlag, Stuttgart - Trotzdem Verlag, Frankfurt am Main - Unrast-Verlag, Münster (Westfalen) |

ehemals
| - Agipa Press - Hitit Verlag (1983 bis ca. 2007) | - Sozial Extra (bis 2002) |

Die mit aLiVe assoziierten Verlage stellen regelmäßig auf der Linken Literaturmesse Nürnberg aus.

## Alive-Verlagsauslieferung
Als gemeinsame Auslieferung der Assoziation Linker Verlage (aLiVe) wurde 1997 die aLiVe-Verlagsauslieferung gegründet. Sie versteht sich als eine „Alternative für kleinere Verlage, die sich eine Auslieferung eigentlich nicht leisten können oder wollen“ und betreut sieben Verlage mit mehr als 500 lieferbaren Titeln.
Sitz der aLiVe-Verlagsauslieferung sind die Räumlichkeiten des Schmetterling-Verlages in Stuttgart.

### Teilnehmende Verlage
Verlagsauslieferung
| - Alibri Verlag - Atlantik-Verlag, Bremen - ça ira Verlag Freiburg im Breisgau - Edition DISS im Unrast-Verlag - OstSeh Redaktionsbureau, Rügen | - Palette Verlag, Uwe Britten Bamberg - Schmetterling Verlag - Trotzdem Verlag - Unrast Verlag |